# 김윤기 (1974년)
김윤기(金潤起, 1974년 5월 9일~)는 대한민국의 정의당 소속 정치인이다. 충청남도 논산군 출생이다. 논산대건고등학교를 졸업하고 1992년 충남대학교 농학과에 입학하였으나 학생운동을 하다가 제적되었다.
1998년 청년진보당의 창당과 함께 진보정당 운동에 뛰어들었고, 중앙당에서 당대표 비서, 기관지 편집위원 등을 역임한 후 대전으로 돌아왔다. 2004년 29세의 나이로 제17대 국회의원 선거에서 사회당 후보로 대전광역시 서구 을 선거구에 출마하였으나 열린우리당 구논회 후보에 밀려 낙선하였다. 이후 사회당 대전시당위원장으로 활동하며 비정규직 노동자, 장애인, 영세자영업자 등 사회적 약자들과 함께하는 일에 앞장섰다. 2007년 재보궐선거에서는 사회당 후보로 대전광역시 서구 을 선거구에 출마하였으나 국민중심당 심대평 후보에 밀려 낙선하였다.

## 학력
- 논산대건고등학교 졸업
- 1992.03 충남대학교 농학과 중퇴

## 경력
- 1998 청년진보당 입당
- 청년진보당 중앙당 당대표 비서
- 청년진보당 기관지 편집위원
- 이라크파병반대 대전시민행동
- 한·미 FTA폐기 대전본부 공동대표
- 2007.11~2019.09 대전장애인배움터 한울야학 운영위원장
- 2008.07.17 사회당 탈당 및 진보신당 입당
- 2012.02~2016.02 민들레의료복지사회적협동조합 이사
- 2012.08 비정규직과 해고 없는 세상을 위한 희망식당 운영자
- 2015.12~2017.06 정의당 대전시당 공동위원장
- 2017~핵재처리실험저지 30km연대 공동대표
- 2017.01~도솔산(월평공원) 대규모아파트 건설 저지를 위한 주민대책위원회 부위원장
- 2017.03~2017.05 제19대 대통령선거 정의당 심상정 후보 중앙유세위원회 위원장
- 2019.07~2020.09 정의당 대전시당 위원장
- 사회공공성강화 민영화저지 대전공동행동 공동대표
- 2020.09~2021.01 제6대 정의당 부대표
- 2020.11~2021.02 정의당 4·7 재보궐선거기획단 단장
- 2021.01 정의당 대표 권한대행

## 논란
- 2021년 1월 27일 "장애학생 '잔반급식' 연루 인사가 정의당 새 대표라니"

## 역대 선거 결과
|  | 1.67% |

|  | 2.77% |

|  | 1.53% |

|  | 1.58% |

|  | 4.44% |

|  | 2.63% |

|  | 6.59% |

| 전임 (부대표)김은주·윤난실·김정진·박용진 | 진보신당 비대위원 2011년 9월 25일 ~ 2011년 11월 26일 | 후임 (부대표)강상구·김종철·심재옥·김선아 |

| 전임 박예휘·김종민·임한솔 | 제6대 정의당 부대표 2020년 9월 27일~2021년 1월 29일 | 후임 (재보궐)박창진 |

| 전임 김종철 | 정의당 대표 권한대행 2021년 1월 25일~2021년 1월 29일 | 후임 (비상대책위원장)강은미 |